# Symboly Ústeckého kraje

Znak Ústeckého kraje

Vlajka Ústeckého kraje
Poměr stran: 2:3

Symboly Ústeckého kraje jsou znak, vlajka a logo. Znak a vlajku udělil kraji usnesením č. 104 ze dne 9. dubna 2002 předseda Poslanecké sněmovny Parlamentu České republiky Václav Klaus. Logo, které ale není oficiálním symbolem, bylo schváleno Radou Ústeckého kraje 6. února 2002.

## Popis symbolů

### Znak
Oficiální popis: „Červeno-modře čtvrcený štít. V prvním poli český lev. Ve druhém poli vyrůstá z modré vlnité paty se třemi stříbrnými vlnitými břevny do zeleného trojvrší stříbrná kvádrovaná věž s cimbuřím se sedmi stínkami, s prolomenou branou a zdviženou zlatou mříží. Ve třetím poli na zeleném trávníku stříbrný pluh. Ve čtvrtém poli stříbrný lev se zlatou zbrojí a dvěma ocasy majícími v místech křížení dva zlaté uzly. Lev má na hlavě stříbrnou kolčí přilbu se zlatou korunou a zlatými složenými orlími křídly. Z pod přilby splývá na hruď stříbrný kroužkový závěs se zlatým lemem“.

### Vlajka
Vlajka kraje je heraldická, tzn. odvozená z krajského znaku prostým přepisem na list o poměru stran 2:3.
Oficiální popis: „Čtvrcený list. V horním žerďovém červeném poli český lev. Dolní žerďové pole tvoří dva vodorovné pruhy, modrý a zelený, v poměru 7:3. Na zeleném pruhu bílý pluh. Horní vlající pole modrý pruh široký jednu desetinu šířky pole, zelené trojvrší, široké tři pětiny šířky pole a modrý zvlněný pruh se třemi bílými vlnitými pruhy, z něhož do zeleného trojvrší vyrůstá bílá kvádrovaná věž s cimbuřím se sedmi zuby, prázdnou branou a zdviženou žlutou mříží. V dolním vlajícím červeném poli bílý lev se žlutou zbrojí a dvěma ocasy majícími v místech křížení dva žluté uzly. Lev má na hlavě bílou kolčí přilbu se žlutou korunou a žlutými složenými orlími křídly. Z pod přilby splývá na hruď bílý kroužkový závěs se žlutým lemem.“

### Logo
Základem loga Ústeckého kraje je druhé pole krajského znaku. Logo tvoří stylizovaná brána, pod níž jsou modré vlnité pruhy a přes výjev je zelený, šikmo položený rám. Logo je vyhotoveno ve dvou podobách, které jsou si navzájem rovnocenné.

## Symbolika
První pole znaku a vlajky zaujímá historický znak Čech, na jehož historických území se kraj rozkládá. Brána ve druhém poli je stylizovaná Porta Bohemica a symbolizuje prosperitu. Vlnité pruhy znázorňují vodstvo, trojvrší pak pohoří kraje. Pluh ve třetím poli připomíná, že mytický zakladatel prvního panovnického rodu Přemysl Oráč pocházel z Ústeckého kraje. Ve čtvrtém poli je lev ze znaku krajského města.
Brána v krajském logu symbolizuje Portu Bohemicu, modré vlnité pruhy znázorňují vodstvo a rám loga symbolizuje pohoří.

## Historie

### Historie znaku a vlajky
Po vzniku krajů v dnešní podobě (s účinností od 1. ledna 2001) uložila 7. března 2001 (na 4. schůzi) Rada Ústeckého kraje předsedovi komise pro vnější vztahy Otovi Neubaerovi aby ve spolupráci s krajským hejtmanem navrhl postup ke schválení krajských symbolů. V dubnu 2001 nabídl pomoc krajským úředníkům český vexilolog Aleš Brožek. Po seznámení se způsoby výběru krajských symbolů v jiných krajích vyhlásil hejtman Ústeckého kraje soutěž na znak (s termínem do 29. června), s tím že vlajka bude vycházet z jeho podoby. 7. srpna Aleš Brožek vyřadil na sekretariátu kraje návrhy (celkem bylo 44. návrhů na znak) nesplňující kritéria. 29. srpna se hodnotitelská komise shodla na tom, že žádný návrh neodpovídá jejich představám, podle nichž měla být ve druhém poli vlnitá břevna, věž, cimbuří a trojvrší. Začátkem září 2001 nakreslili grafik Radek Michel a heraldik Stanislav Kasík (autoři návrhů, které nejvíce odpovídaly představám komise) znaky podle návrhu. Návrh pana Kasíka byl odmítnut, návrh pana Michela byl kritizován pro barevnou rozdílnost 2. a 3. pole. Přijatelné řešení navrhl až člen komise Lubomír Voleník (prezident NKÚ), který do modrého pole navrhl umístit na zelený trávník stříbrný pluh. Po překreslení návrhu Radkem Michelem byl tento schválen radou kraje 17. října 2001. 12. prosince 2001 byl na 8. zasedání schválen i zastupitelstvem.
Podvýbor pro heraldiku a vexilologii doporučil upravit tvar vlnitých břeven, kresbu pluhu a sladit podobu čtvrtého pole se znakem Ústí nad Labem. Upravené symboly (nakresleny opět Radkem Michelem) byly schváleny zastupitelstvem kraje na 9. zasedání 20. února 2002 a 27. března kladně projednán i podvýborem pro heraldiku a vexilologii.

Český lev
Znak Ústí nad Labem

Výbor pro vědu, vzdělání, kulturu, mládež a tělovýchovu vyslovil souhlas se symboly usnesením č. 318/2002 dne 3. dubna 2002. Rozhodnutím č. 104 ze dne 9. dubna 2002 udělil kraji symboly předseda Poslanecké sněmovny Václav Klaus. Slavnostní předání dekretu do rukou hejtmana Ústeckého kraje Jiřího Šulce proběhlo v místnosti státních aktů Poslanecké sněmovny dne 14. května 2002.

### Historie loga
Logo bylo schváleno Radou Ústeckého kraje (rozhodnutím č. 20/26/2002) 6. února 2002.